# Novo Nordisk
Novo Nordisk SA – duńskie przedsiębiorstwo farmaceutyczne. Powstało w wyniku fuzji dwóch duńskich firm: Novo Industri SA i Nordisk Gentofte SA w 1989. Jest jednym ze światowych liderów w produkcji insuliny. Zajmuje się także wytwarzaniem środków dla pacjentów chorych na hemofilię; hormonu wzrostu oraz środków dla terapii hormonalnej.
Novo Nordisk uważana jest za największą duńską firmę farmaceutyczną. Zatrudnia 32 500 osób i sprzedaje swoje produkty w 179 krajach świata.